# 清澜大桥
清澜大桥是海南省文昌市的一座跨越清澜湾的斜拉桥，连接了文城镇和东郊镇。桥全长1,828米，宽34米，两座A型桥塔高为105.81米，承载双向6条机动车道与两侧非机动车-人行道，限速为80 km/h，总投资为5.95亿人民币。
这座桥用于海南文昌航天发射场火箭、衞星或航天器等有关的运输，并能抵抗里氏震级8.5级的地震。

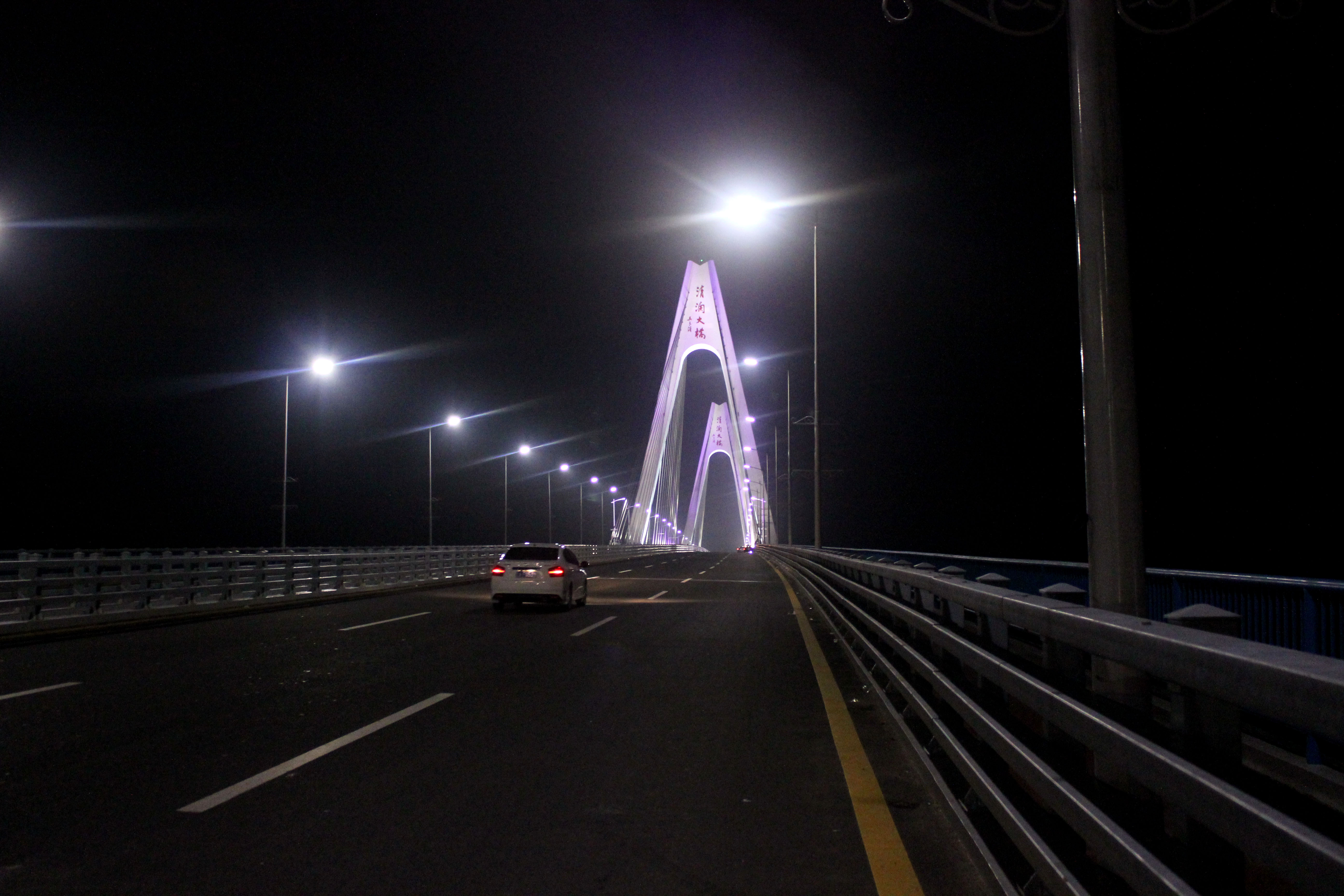
夜晚的清澜大桥